# Pineta Granducale
La Pineta Granducale è una pineta litoranea della provincia di Grosseto che si estende nel Parco naturale della Maremma, interessando la parte sud-occidentale del comune di Grosseto, tra Bocca d'Ombrone e le pendici settentrionali Monti dell'Uccellina, nei pressi della frazione di Alberese.

## Territorio
La pineta è costituita principalmente da pini domestici, che furono fatti impiantare in epoca settecentesca dai granduchi di Lorena, a seguito delle opere di bonifica e canalizzazione dell'area palustre che si estendeva tra la foce dell'Ombrone e i Monti dell'Uccellina, che originariamente costituiva il Lago di Alberese. I pini domestici della Pineta Granducale forniscono pinoli di elevata qualità.
Gli alberi crescono in alcuni tratti, laddove non è presente la vegetazione dunale e retrodunale, fino a pochi metri dalla riva del mare; in prossimità della foce dell'Ombrone, il fenomeno dell'erosione costiera ha portato nel corso dei decenni alla perdita di alcuni ettari di pineta in prossimità della linea di costa, con l'azione salina che tende a farsi sentire anche sulle radici delle retrostanti file di alberi.
Tuttavia, l'estensione della pineta si protrae anche per alcuni chilometri verso il retroterra; la sua imponenza e la sua vastità sono ben visibili osservando il panorama dai poggi sui quali sorgono la Torre di Collelungo e la Torre di Castel Marino.

## L'area protetta
La Pineta Granducale è riconosciuta come area naturale protetta, sia come sito di interesse regionale, interamente compreso nel Parco regionale della Maremma, sia come sito importanza comunitaria (pSIC) e zona protezione speciale (ZPS) con la denominazione "Pineta Granducale dell'Uccellina", per il notevolissimo valore paesaggistico e per i suoi tipi di utilizzazione, che comportano una non eccessiva densità delle chiome e del sottobosco, a cui si affianca un elevato interesse storico e forestale.
I principali elementi di criticità interni al sito sono: 
- Erosione costiera (il bordo della pineta è a contatto della linea di costa o molto vicino a essa).
- Rischio d'incendi.
- Scarsa gestione della rete idraulica interna al sito, con locali fenomeni di inaridimento.
- Presenza di un'importante strada di accesso al mare, con conseguente elevato carico turistico.
- Infrastrutture turistiche presenti, o previste, al termine della strada del mare.
- Eccessivo carico di ungulati, con conseguente danneggiamento della flora del sottobosco (in particolare delle bulbose).

I principali elementi di criticità esterni al sito sono: 
- Modificazioni nelle pratiche agricole e nella gestione del territorio, che favoriscono la riduzione del trasporto solido del Fiume Ombrone e l'erosione costiera.
- Turismo estivo.

I principali obiettivi di conservazione fissati sono: 
1. Conservazione della pineta e del suo valore storico e paesaggistico, legato in particolare alla prosecuzione delle forme tradizionali di utilizzazione, che favoriscono elevati livelli di eterogeneità e biodiversità (E).
2. Mantenimento del sistema idraulico in condizioni di efficienza (E).
3. Tutela delle specie ornitiche nidificanti d'interesse conservazionistico (E). d) Mantenimento di forme di regolamentazione della fruizione (M).
4. Mantenimento delle zone umide retrodunali(M)

Indicazioni per le misure di conservazione: 
- Mantenimento delle forme tradizionali di utilizzazione della pineta (E).
- Mantenimento/incremento delle condizioni ambientali che favoriscono le specie animali più rare, ovvero, della presenza di alberi vetusti, del rilascio di alcuni alberi morti, della presenza di aree scoperte, o con copertura parziale delle chiome, e del sottobosco di sclerofille, a copertura molto diversificata (E).
- Conservazione degli ambienti umidi, anche mediante la verifica di dettaglio dell'efficienza del sistema idraulico, rispetto alle necessità delle diverse formazioni vegetali presenti (pineta, zone umide retrodunali) (E).
- Controllo delle popolazioni di ungulati (E).

## Geomorfologia
Il sito di interesse regionale e comunitario è a preminente interesse paesaggistico e forestale. 
Le Pinete tendono a rinnovarsi naturalmente costituendo soprassuoli disetanei rari a livello italiano. 
Altre tipologie ambientali rilevanti sono i Canali e le piccole aree umide.

## Fauna
Presenza fra i mammiferi del Suncus etruscus e tra i chirotteri il rinolofo euriale (Rhinolophus euryale).
Abbondante presenza tra i rettili della testuggine palustre (Emys orbicularis) con densità molto elevate nel canale che delimita il sito verso l'entroterra. È presente anche la testuggine di Hermann (Testudo hermanni) e da segnalare il cervone (Elaphe quatuorlineata).
Nell'avifauna, è probabile nidificante il biancone (Circaetus gallicus), mentre la ghiandaia marina (Coracias garrulus) è nidificante.
Fra gli invertebrati è da segnalare Euplagia quadripunctaria oltre ad alcune specie endemiche..

## Strutture ricettive
Parte della Pineta Granducale è attraversata dalla pista ciclabile Alberese-Marina di Alberese-Bocca d'Ombrone.